# Giovani Chiaverano
Giovani Chiaverano (Rosario, 21 de mayo de 2005) es un futbolista argentino. Juega como delantero y su equipo actual es Newell's Old Boys, de la Primera División de Argentina.

## Trayectoria

### Inicios
Se formó en el Club Atlético Independiente de la localidad de Ricardone -a 30km de Rosario-, donde vive toda su familia.

### Newell's Old Boys
Pasó por todas las categorías formativas del club .
El 30 de octubre de 2023 tuvo su debut en Primera frente a Platense. 